# Кличний відмінок
Кли́чний або зверта́льний відмі́нок чи вокати́в (лат. casus vocativus, від voco — «кличу», «зову») — непрямий відмінок, який позначає звертання до певної особи чи предмета. Кличний відмінок посилює стилістичні функції звертань.

## Кличний відмінок в українській мові

### Історія
Категорію кличного відмінка реконструюють уже у праіндоєвропейській мові. Утворення його форм у різних індоєвропейських мовах виявляє багато спільного. У таблиці наведені приклади утворення кличного відмінка від слова «вовк».
| Мова                     | Називний  | Кличний |
| ------------------------ | --------- | ------- |
| Праіндоєвропейська       | *wl̩kʷ-o-s | *wl̩kʷ-e |
| Санскрит                 | vr̩k-a-s   | vr̩k-a   |
| Давньогрецька            | λύκ-ο-ς   | λύκ-ε   |
| Латинська                | lup-u-s   | lup-e   |
| Литовська                | vilk-a-s  | vilk-e  |
| Староцерковнослов'янська | вльк-ъ    | вльч-е  |
| Українська               | вовк      | вовч-е  |

Праслов'янська і давньоруська парадигма кличного відмінка була вельми схожою з сучасною. Іменники давньою основою на *ā мали закінчення *o в твердому варіанті (д.-рус. рыбо, рѫко, воѥводо) і *-e у м'якому (д.-рус. земле, кънѧгыне); іменники основи на *-ŏ — закінчення *-e у твердому (д.-рус. друже, городе, брате), *je або *ju — у м'якому (д.-рус. кънѧже, отьче, ножю, краю); іменники на *-ŭ — закінчення *-u (д.-рус. сыну); іменники з основою на *-ĭ — закінчення *-i (д.-рус. гости, ночи). Іменники середнього роду, а також іменники з основами на *-ū та на приголосний (д.-рус. цьркы, любы, мати, дъчи) окремих форм кличного відмінка не мали, їх замінювали форми називного. У сучасній мові в цілому зберігається праслов'янська система, новацією є закінчення -ю у м'якому варіанті І відміни (матусю, Парасю, Олесю). Іменники колишнього відмінювання на *-ĭ прийняли закінчення -е або -ю, перейшовши у II-гу (гостю) або III-тю відміну (ноче), давнє закінчення зберегло тільки слово Господь (Господи). Іменники з давньою основою на *-ū перейшли в інші типи відмінювання, набувши закінчень кличного відмінка -o (церкво, букво, моркво) чи -е (крове, любове). Порівняно з давньоруською мовою спостерігається більша поширеність закінчення -у/-ю, у низці випадків його прийняли і іменники колишнього відмінювання на *-o твердої групи (діду).
Чергування у корені г — ж, к — ч, х — ш (друг — друже, вовк — вовче, дух — душе) виникли у давнину і пов'язані з процесом першої палаталізації, чергування з — ж, ц — ч (князь — княже, отець — отче) пояснюються наслідками як першої, так і третьої палаталізацій (князь < *kъnędzь < *kъnęgъ, отець < *otьcь < *otьkъ). З походженням м'яких -зь, -ць від твердих приголосних пов'язане й закінчення кличного відмінка -е слів з цими суфіксами — за моделлю твердого варіанту. І навпаки, слова м'якого варіанту, що утворювали форми кличного відмінка із закінченням -ю, зберегли цей спосіб і після ствердіння шиплячих, тільки змінивши написання -ю на -у (мужу, плачу, мечу).
У «Граматіці словенскій» Лаврентія Зизанія кличний відомий як звателный падежь.
У «Граматиці слов'янській» Мелетія Смотрицького звателный числиться шостим за ліком, стоячи перед місцевим відмінком. Смотрицький так тлумачить його значення: звателный єстъ/ имже зовемъ: человѣче.
Форма кличного відмінка могла вживатися замість називного у функції підмета. Ця особливість тривалий час зберігалася у фольклорі: «Ой, плаче, плаче молодий козаче».

### Сучасність
Кличний відмінок мають усі іменники першої, другої та третьої відмін в однині. У множині форма кличного відмінка збігається з формою називного відмінка: сестри, брати, але для деяких слів також продовжує існувати архаїчна форма із закінченням -ове: сестрове, братове (зараз переважно вживаються у поетичному та урочистому мовленні, як-от у вірші Івана Драча «Німі братове дерева»). Серед таких слів єдиним загальновживаним та нормативним є звертання «панове» (варіант кличного відмінка від «пани»). Ці форми можуть мати різне походження: або архаїчна форма називного відмінка множини іменників з давньою основою на *-ŭ (сватове), або запозичена питома форма називного множини (панове — від пол. panowie), або утворені за аналогією до них форми (сестрове, братове).
Рідше утворюється він від іменників третьої відміни, бо це здебільшого назви предметів, понять, до яких ніхто не звертається, хоч і тут існує ця форма (переважно в поезії) із закінченням -е: вісте, змінносте, ноче, смерте. Як правило, обидва слова мають форму кличного відмінка у таких звертаннях, як друже Іване, Василю Миколайовичу, пане офіцере.

#### I відміна
У кличному відмінку однини іменників першої відміни треба вживати закінчення -о, -е (-є), -ю.
- Тверда група має закінчення -о: дружино, перемого, сестро;
- М'яка група має закінчення -е: воле, земле, Катре, Ілле, Насте, а після голосного та апострофа — закінчення -є: Надіє, мріє, Маріє, редакціє, сім’є;
- Мішана група має закінчення -е: теще, душе, площе;
- Деякі іменники цієї відміни з основою на м'який приголосний зі значенням пестливості мають закінчення -ю: бабусю, доню, матусю (хоча слово «мати» належить до III відміни, але «матуся» — до І відміни), Олю, Олюню, Настусю (але Насте).

#### II відміна
Іменники другої відміни утворюють кличний відмінок за допомогою закінчень -у, -ю, -е.
- Тверда група має закінчення:
  - -е для більшості безсуфіксних іменників: друже, Петре, Максиме, Києве, Львове, козаче, вовче (для цього типу відмінювання також характерне чергування г, к, х//ж, ч, ш);
  - -у: (1) якщо іменник містить суфікс на -к-, зокрема -ик, -ок,-ко: батьку, синку, критику, супутнику (крім парубок - парубче), (2) якщо це власні імена іноземного походження з основою на г, ґ, к, х: Людвіґу, Фрідріху, Рюрику; а також іменники: ді́ду, та́ту, си́ну.
  - іменник Олег має дві форми: Олегу, Олеже. Перший варіант є пізнішим, утвореним за аналогією до сину, батьку, діду, другий давнішого походження і пов'язаний з чергуванням приголосних внаслідок першої палаталізації.

- М'яка група має закінчення:
  - -ю для більшості іменників: Андрію, Василю, Віталію, Грицю, Юрію, краю, розмаю, ясеню, бійцю, знавцю, царю, кобзарю;
  - -е для деяких іменників, що закінчуються на -ець (з характерним чергуванням): женче (від жнець), кравче (від кравець), шевче (від швець), хлопче, молодче (але бійцю, борцю, знавцю, добровольцю, а також як прізвища — Жнецю, Кравцю, Швецю). Ця особливість пов'язана з наслідками третьої палаталізації, походженням цього м'якого суфікса від ранішого твердого;
  - іменник Ігор належить до м'якої групи II відміни, тому має утворювати форму кличного Ігорю, але тривалий час нормативною вважалася форма Ігоре[6]. У правописі 2019 року закріплена форма Ігорю[7].
  - для іменників середнього роду на -е кличний відмінок тотожний називному.

- Мішана група має закінчення:
  - -е (для власних назв з основою на шиплячий та загальних з основою на -ж, -р): пісняре, газетяре, стороже, тесляре, Дороше, Довбуше;
  - -у (для деяких іменників мішаної групи з основою на шиплячий, крім -ж, -р): слухачу, керманичу, викладачу, читачу, товаришу.

#### III відміна
Іменники цієї відміни утворюють кличний відмінок за допомогою закінчення
- -е: ві́сте, любо́ве, но́че, ра́досте, сме́рте;
- -и: мати.

#### IV відміна
Кличний відмінок однини збігається з називним та знахідним відмінками. Іменники четвертої відміни мають закінчення
- -я (після шиплячого — -а): галчен́я, гус́я, дит́я, ім'́я, козен́я, пл́ем'я; коліщ́а, курч́а, лош́а.

#### Звертання з двох слів
Якщо звертання складається:
- з двох загальних назв, форму кличного відмінка мають обидва слова: добродію бригадире, пане лейтенанте.
- з загальної назви та імені, форму кличного відмінка набувають і загальна назва, і власне ім'я: брате Петре, друже Грицю, колего Степане, лікарю Ігорю, пане Віталію, побратиме Іване.
- із загальної назви та прізвища, форму кличного відмінка набувають і загальна назва, і власне ім'я: друже Максименку; колего Євгенищуку, пане Ковалю; можливі також поєднання форми кличного відмінка іменника загальної назви та форми кличного відмінка прізвища, однакової з формою називного відмінка: друже Максименко; коле́го Євгенищук, пане Коваль.
- з двох власних назв — імені та по батькові, обидва слова мають закінчення кличного відмінка: Володимире Хомичу, Петре Кузьмичу, Ярославе Андрійовичу.

## У грецькій мові
У давньогрецькій форми кличного у більшості слів збігалися з формами називного, за винятком іменників чоловічого роду II, і частково III відміни. Іменники II відміни (що мали в називному закінчення -ος), утворювали форми вокатива заміною його на -ε: ἄνθρωπος («людина») — ἄνθρωπε («людино»), ίππος («кінь») — ίππε («коню»), λύκος («вовк») — λύκε («вовче»). Іменники III відміни з прикінцевим -ς не мали окремих форм кличного відмінка (νύξ — «ніч», νύξ — «ноче»); але в іменників цієї відміни з прикінцевим -ις форма вокатива являла собою «чистий» корінь (з необхідними фонетичними чергуваннями): πόλις («місто», «поліс») — πόλι. Деякі слова мали неправильні, іррегулярні форми вокатива: Σωκράτης («Сократ») — Σώκρατες («Сократе»), ᾰ̓νήρ («чоловік») — ᾰ̓́νερ («чоловіче»).
У новогрецькій мові іменники чоловічого роду II відміни зберігають у формах кличного відмінка закінчення -ε, проте, у розмовному мовленні часто замість них вживаються форми знахідного: Έλα εδώ, Χρήστο («Ходь сюди, Христе») — замість літературного Έλα εδώ, Χρήστε. Іменники інших відмін теж можуть набувати в звертаннях форм акузатива (як в офіційному, так і в неофіційному мовленні), за винятком слів катаревуси, що зберігають давньогрецькі форми: Ἕλλην («грек», «еллін», відповідає димотичній формі Έλληνας) — Ἕλλην! («греку!», «елліне!»).

## У романських мовах

### Латинська мова
У більшості іменників латинської мови кличний відмінок (casus vocatīvus) збігається з називним (casus nominatīvis). Винятком є іменники чоловічого роду другої відміни в однині (які закінчуються на -us у називному відмінку) — у кличному вони мають закінчення -e: amicus («друг») — amice («друже»), barbarus («варвар») — barbare («варваре»), dominus («пан») — domine («пане»), lupus («вовк») — lupe («вовче»), Brutus («Брут») — Brute («Бруте»), Dominus («Господь») — Domine («Господи»). Якщо основа закінчується на -i, закінчення кличного нульове: filius («син») — fili («сину»), Iulius («Юлій») — Iuli («Юлію»), Publius («Публій») — Publi («Публію»).
Іменники чоловічого роду інших відмін, а також жіночого і середнього роду не мають окремої форми вокатива, у них її замінює форма номінатива: frater («брат») — frater («брате»), pater («батько», «отець») — pater («батьку», «отче»).
Іменники із закінченнями -eus, як правило, теж не мають окремої форми називного відмінка: Deus («Бог») — Deus («Боже»). Займенник meus («мій») може мати форму вокатива mī, але може також вживатися у звертаннях і в номінативі: звичайно mī deus («Боже мій!»), у «Вульгаті» Ієронима Стридонського трапляється лише deus meus. Щодо язичницьких богів вживається етимологічно споріднений термін divus — з формою кличного відмінка dive.
Форм кличного відмінка набувають і прикметники чоловічого роду з «класичним» закінченням -us: iustus («справедливий») — iuste («О, справедливий!»), novus («новий») — nove («О, новий!»). Форму вокатива мають як звичайний, так і найвищий ступінь прикметника: iustissimus («найсправедливіший») — iustissime («О, найсправедливіший!»). Можливе утворення кличного відмінка від форм чоловічого роду дієприкметників минулого часу пасивного стану: laudatus («похвалений») — laudate («О, похвалений!»).

### Румунська
У румунській мові іменники чоловічого та середнього роду утворюють вокатив за допомогою закінчення -e, цей спосіб може бути успадкованим з народної латини. Наприклад, om («чоловік», «людина») — omule («чоловіче», «людино»), băiat («хлопець») — băiete або băiatule («хлопче»), Ion, Ioan («Іван») — Ioane («Іване»). В іменників жіночого роду форми кличного відмінка утворюються заміною закінчення -ă на -o, очевидно, ця морфема має слов'янське походження. Наприклад, soră («сестра») — soro («сестро»), Ileana («Олена») — Ileano («Олено»). Показником кличного відмінка множини для всіх родів є закінчення -lor: fraţi («брати») — fraţilor! («брати!»), doamne şi domni («пані й пани») — doamnelor şi domnilor! («пані й панове!»).

### Інші
- У французькій мові як показник вокатива іноді використовується частка Ô (Ô Canada).
- У португальській і каталанській мовах іменники в звертанні вживаються без артикля.

## В інших слов'янських мовах

### Російська
Історичний вокатив
Історичний вокатив російська мова втратила. Побачити його зараз можна тільки в архаїзмах, наприклад: Бо́же (вокатив від Бог), Го́споди (від Господь), влады́ко (від влады́ка), вра́чу, ста́рче, о́тче, бра́те, сы́не, дру́же, кня́же.
Сучасний кличний відмінок
У сучасній розмовній російській мові власні імена і група імен загальних (наприклад: мама, папа), часто приймають спеціальну «скорочену» форму (мам, пап або навіть ма, па). Деякі лінгвісти розглядають її як кличний відмінок, що перебуває зараз на стадії розвитку. Водночас існують думки, що це звичайне просторіччя, якому не місце в літературній мові. Ця форма застосовується тільки до імен та іменників, що закінчуються на «а» або «я», й утворюється їх відкиданням:
- Лен, где ты?
- Саш, я здесь…
- Юль, принеси мне, пожалуйста….

Цікавою фонетичною особливістю цих форм є те, що прикінцевий дзвінкий приголосний при цьому не оглушується: Федь! ([Фед'], а не [Фет']), Серёж! ([Сер'ож], а не [Сер'ош]).
Також у просторіччі, як вокатив, можуть вживатися слова: сына, доча, деда.

### Болгарська
У болгарській мові кличний відмінок (звателен падеж, вокатив), поряд з називним, є одним з двох збережених відмінків після втрати цією мовою системи відмінювання імен. Утворюється аналогічно українському, доданням до основи закінчення -е, рідше -ю, -о, а також заміною -а на -о: Петър («Петро») — Петре («Петре»), другар («товариш») — другарю («товаришу»), глупак («дурень») — глупако («дурню»), жаба — жабо.

### Польська
У польській мові кличний відмінок (wołacz) утворюється в іменників І відміни заміною закінчення -a на -o. Слова, що закінчуються на -sia, -cia, -nia, і -dzia міняють -a на -u, а слова із суфіксом -ść — приймають закінчення -i. У більшості слів чоловічого роду форма кличного відмінка збігається з формою місцевого (bracie, synu, człowieku) лише невелика група слів має окремі форми: Bóg — Boże, ojciec — ojcze, chłopiec — chłopcze, człowiek — człowiecze (для останнього прикладу — тільки в поезії). У слів середнього роду, а також у множині всіх родів форма кличного збігається з формою називного.

### Словацька
До кінця 1980-х років кличний (vokatív) вважався у словацькому мовознавстві окремим відмінком. Зараз цю граматичну категорію розглядають як застарілу, а деякі збережені питомо словацькі форми вокатива вживаються тільки в архаїзованому, релігійному, або іронічному контексті: Boh — Bože, Kristus — Kriste, pán — pane, otec — otče, človek — človeče, chlap — chlape, chlapec — chlapče, Ježiš — Ježišu, priateľ — priateľu, brat — bratu, bratku, syn — synu, synku, mama — mamo, žena — ženo.
Для інших слів можуть вживатися форми за зразком чеського вокатива: majster — majstre, šéf — šéfe, švagor — švagre.
Деякі просторічні форми вокатива могли утворитися під впливом угорської мови. Вони стосуються термінів спорідненості й особових імен: otec — oci, mama — mami, babka — babi, Paľo («Павло») — Pali, Zuza («Сусанна», «Суся») — Zuzi.

### Чеська мова
Утворення форм кличного відмінка (vokativ, volatel) аналогічно українському: pan profesor («пан професор») — pane profesore! («пане професоре!»), Ježíš («Ісус») — Ježíši! («Ісусе!»), Marek («Марко») — Marku! («Марку!»), paní Eva («пані Єва») — paní Evo! («пані Єво!»), knížka — knížko!. У слів, що закінчуються на -e, -í та -ý, форма кличного збігається з формою називного: Jiří («Юрій», «Їржі») — Jiří! («Юрію!», «Їржі!»), Marie («Марія») — Marie! («Маріє!»), pan Dobrý («пан Добрий») — pane Dobrý! («пане Добрий!»).
Ознакою розмовного мовлення є вживання чоловічих прізвищ у формі називного відмінка: pane Novák! (замість офіційного pane Nováku!). Щодо жіночих форм прізвищ, то вони, будучи за походженням прикметниками, не мають окремих форм вокатива (pani Nováková!).

## У грузинській мові
У грузинській мові кличний відмінок утворюється доданням закінчення -ო (-о) до основ, що закінчуються на приголосний, чи закінчення -ო або -ვ (-в) до основ з прикінцевим голосним. Наприклад, კაცი, каці («чоловік») — კაცო, кацо («чоловіче»); პეტრე, Петре («Петро») — პეტრეო, Петрео або პეტრევ, Петрев («Петре»).
Прикметники теж мають форму вокатива, її утворення аналогічне іменниковому: ლამაზი ქალი, ламазі калі («гарна жінка») — ლამაზო ქალო, ламазо кало («гарна жінко!»).
Свою форму кличного відмінка мають також займенники II особи однини і множини, вона утворюється відкиданням прикінцевого ნ (-н): შენ, шен («ти») і თქვენ, тквен («ви») мають форми вокатива შე, ше і თქვე, ткве. Наприклад, შე ლამაზო ქალო («ти, гарна жінко!»).

## В арабській мові
Як такий вокатив в арабській мові відсутній (у ній існують тільки називний, родовий і знахідний відмінки). Проте, для позначення звертання перед іменниками в називному чи знахідному (якщо іменник виражений зворотом) відмінках ставиться частка يا‎, йа, яка може перекладатися як «О» чи взагалі опускатися.